# Sebastián Casanello
Sebastián Norberto Casanello (Buenos Aires, Argentina, 14 de diciembre de 1974) es un abogado y juez argentino especializado en la investigación y juzgamiento del crimen organizado transnacional. Desde el año 2012 se desempeña como juez en el Juzgado Nacional en lo Criminal y Correccional Federal  N° 7 en Buenos Aires. Es miembro de la Asociación de Jueces Federales de la Argentina (AJUFE). 
Desde el juzgado a su cargo llevó adelante investigaciones penales complejas sobre crimen organizado de relevancia institucional como el Caso Lázaro Báez y la causa por corrupción y sobornos en la empresa estatal AySA, vinculada con el escándalo internacional del LavaJato de la firma brasilera Odebrecht S.A. También intervino en una de las causas penales iniciadas a raíz de los derrames producidos en el enclave minero de la firma internacional "Veladero" en la Provincia de San Juan, en zona glaciar, y en la investigación iniciada en torno a los sucesos acontecidos en la fiesta electrónica "Time Warp" en el Complejo Costa Salguero entre el 15 y el 16 de abril de 2016, en la que cinco jóvenes perdieron la vida y otros tantos sufrieron lesiones. 
En la causa conocida como el Caso Báez procesó y llevó a juicio oral y público al empresario Lázaro Báez y otros veinticuatro imputados, por el delito de lavado de activos agravado. Dicha causa culminó con la condena a prisión de las personas investigadas y multas y decomisos millonarios, tanto a ellos como a las empresas involucradas en las operaciones ilícitas. Para avanzar con la investigación debió llevar adelante varios procesos de cooperación internacional, entre otros, ante la Confederación Suiza, Panamá, Uruguay, España, Belice, Seychelles, Liechtenstein y los Estados Unidos de América. Durante el transcurso de esa causa, Casanello fue acusado falsamente de haberse reunido con la expresidente Cristina Kirchner en la Quinta de Olivos (lo que el juez siempre negó), considerado una calumnia.
En la Causa AySA procesó y envió a juicio oral a 26 personas por los delitos de defraudación contra la administración pública y cohecho; entre ellas, altos funcionarios públicos nacionales como Julio De Vido, entonces Ministro de Planificación Federal, Inversión Pública y Servicios; y empresarios. En esa causa se identificaron varias empresas y cuentas bancarias radicadas en el exterior, luego de un proceso de colaboración internacional para obtener evidencias y recuperar activos.
En la Causa Glaciares, procesó, embargó y llevó a juicio a distintos Secretarios de Estado por la violación de sus deberes e incumplimiento de sus obligaciones de protección del ambiente en la confección y publicación del Inventario Nacional de Glaciares, conforme lo exige la Ley Nacional de Presupuestos Mínimos para la Protección de los Glaciares Nro. 26.639. Entendió que de haberse realizado el ING en los términos previstos por la ley, los glaciares comprometidos por el enclave minero se deberían haber incluido y recibido la protección correspondiente a su régimen legal, que impide las actividades humanas que puedan afectarlos. En esa ocasión ordenó estudios para determinar el daño producido en el ambiente y en la salud de los habitantes por los derrames producidos. Sin embargo la Justicia Provincial de San Juan solicitó la inhibitoria del Juzgado a cargo de Casanello, a lo que la Corte Suprema de Justicia de la Nación hizo lugar, declarándolo incompetente para investigar a la empresa y a sus ejecutivos. 
En la Causa Time Warp, producto de la investigación realizada por el juzgado a su cargo, estableció que la organización había permitido entrar al evento a más del doble de las personas habilitadas, que había permitido y facilitado la venta de drogas, y que había evitado el acceso libre al agua para comercializar su propia marca, pensada para consumir junto a las drogas de diseño. Procesó a los empresarios responsables del evento, a funcionarios del Gobierno de la Ciudad de Buenos Aires y a más de una veintena de integrantes de la Prefectura Naval Argentina y embargó por sumas millonarias a las personas y a las empresas involucradas. Posteriormente la Cámara revocó parcialmente los procesamientos, modificando las calificaciones legales atribuidas. Cuando la causa estaba próxima a ser elevada a juicio, a instancias de las defensas, fue apartado del caso. Resultó sorteado para continuar su trámite el Juzgado Nro. 8, a cargo del Juez Marcelo Martínez de Giorgi. 
Debido a su actuación en algunas de esas investigaciones y en otras que tuvo a su cargo, en el año 2016 Casanello fue recibido por el Papa Francisco en el marco de una cumbre de jueces organizada por el Vaticano. Según trascendió, dialogaron durante una hora y el Papa le agradeció al juez por su coraje y actitud recta.

## Educación
Nació el 14 de diciembre de 1974 en la ciudad de Buenos Aires, estudió en el Colegio Nacional de Buenos Aires y se recibió de abogado con diploma de honor en la Universidad de Buenos Aires (UBA) a los 24 años. Posteriormente realizó la Especialización en Administración de Justicia en la misma casa de estudio y cursó parte de la carrera de Sociología en la UBA.

## Ámbito profesional
Ingresó a la carrera judicial como meritorio a los 19 años, a la Fiscalía Nacional en lo Criminal y Correccional Nro. 6, donde trabajó con Eduardo Freiler y con el fiscal Federico Delgado. Luego de tres años como meritorio le dieron el cargo rentado de escribiente, y fue ascendiendo en el escalafón hasta llegar a ser secretario, primero interino y luego efectivo, en esa fiscalía. En noviembre de 2004 accedió al cargo de secretario de la Sala I de la Cámara Federal. Esta Sala la integraban, Gabriel Cavallo, Horacio Vigliani y Eduardo Freiler. Los dos primeros renunciaron en 2007, siendo reemplazados por los camaristas Jorge Ballestero y el subrogante Eduardo Farah.
En paralelo, se inscribió en el Concurso 140, destinado a cubrir cuatro vacantes en los juzgados federales de primera instancia. En dicho concurso su nombre fue uno de los cuatro elegidos por el Poder Ejecutivo y, tras la aprobación del Senado, quedó al frente del Juzgado Federal Nro. 7, que hasta ese momento subrogaba Norberto Oyarbide. Así, en octubre de 2012, asumió al frente del Juzgado Federal N° 7 y se transformó, con 37 años, en el juez más joven de Comodoro Py.

## Ámbito docente
Desde el año 2011 es profesor de la Escuela Judicial del Consejo de la Magistratura, como titular en la materia “Sociología de la organización judicial” del Programa de Formación de Aspirantes a Magistrados. Por su parte, es docente titular de la Escuela del Cuerpo de Abogados del Estado de la Procuración del Tesoro de la Nación, en el curso “Delitos contra la Administración y Principios de Derecho Penal Administrativo”. También ha realizado actividades de docencia en la Facultad de Derecho de la Universidad de Buenos (con los doctores Gustavo Bruzzone y Edmundo Hendler, entre otros) y la Universidad de Palermo, entre otras.

## Ámbito internacional
En el año 2016 fue convocado para participar y realizar una ponencia en la Cumbre de los Jueces contra la trata de personas y el crimen organizado, bajo el auspicio del Papa Francisco y el encargo de la Pontificia Academia de las Ciencias Sociales en la Casina Pío IV.
También expuso en la Conferencia “Recupero de Activos y Cooperación Internacional” organizado por la Casa argentina de la Escuela de Derecho de la Universidad de Harvard en la ciudad de Boston. Participó del Programa Liderazgo de Visitantes Internacionales “Administración de Justicia en Estados Unidos de América” (IVLP) organizado por la Embajada de Estados Unidos. Recibió el reconocimiento del Grupo de Acción Financiera -GAFI- por su participación en el desarrollo del Proceso de Seguimiento Intensificado a la Argentina, en el cual se realizaron mesas de trabajo en Montevideo y Toronto. Por su parte, entre los años 2019 y 2021 participó de distintas actividades de la Academia Latinoamericana de la Organización para la Cooperación y el Desarrollo Económicos (OCDE) en materia de criminalidad compleja y recuperación de activos.
Es consultor jurídico del proyecto BIEN RESTITUIDO - Libera, proyecto seleccionado en la Convocatoria 2021 CooperAr UE, financiado por la Delegación de la Unión Europea.